# Авария в энергосистеме
Авария в энергосистеме — нарушение нормального режима всей или значительной части энергетической системы, связанное с повреждением оборудования, временным недопустимым ухудшением качества электрической энергии или перерывом в электроснабжении потребителей. Аварии в энергосистемах часто называют словом блэкаут (англ. blackout), в среде специалистов также используется термин системная авария.
Причины аварий в энергосистеме подлежат расследованию в соответствии с Постановлением Правительства РФ от 28.10.2009 № 846 «Об утверждении правил расследования причин аварий в электроэнергетике».
Так как современное сообщество всё больше зависит от электроэнергии, эти аварии наносят ощутимые убытки предприятиям, населению и правительствам. Во время аварии выключаются осветительные приборы, не работают лифты, светофоры, метро, трамваи и троллейбусы.
На жизненно важных объектах (больницы, военные объекты и т. д.) для функционирования жизнедеятельности во время аварий в энергосистемах используются источники автономного (бесперебойного) питания: аккумуляторы, генераторы.

## Крупнейшие аварии в энергосистемах

### 20 век
- 9 ноября 1965 — Авария в энергосистеме в США и Канаде. В результате отключения электроэнергии без электричества остались 30 миллионов человек в семи штатах США (штаты Новой Англии, Нью-Джерси, Нью-Йорк и Пенсильвания) и двух провинциях Канады.

- 13 июля 1977 — «Ночь страха» в Нью-Йорке. Вплоть до 2003 года эта авария считалась самым крупным ЧП в мировой электроэнергетике. Из-за попадания молнии в линию электропередачи на 25 часов была прервана подача электричества в Нью-Йорк и 9 млн жителей оказались без электроснабжения. Трагедии сопутствовал финансовый кризис, в котором пребывал мегаполис, необыкновенно жаркая погода, и небывалый разгул преступности. Спустя несколько часов после отключения электричества — особенно ночью — на фешенебельные кварталы города набросились банды из бедных кварталов. Полиции удалось арестовать около 3700 человек — но это была ничтожная доля насильников и грабителей. Ущерб, нанесённый Нью-Йорку мародёрами и вандалами, оценивается в миллиард долларов (в пересчёте на цены 2000-х годов). Власти города потеряли 9 миллионов долларов: 5 миллионов в качестве налогов и ещё 4 миллиона пришлось заплатить полиции и пожарным за сверхурочную работу. Нью-йоркские биржи потеряли от отключения электричества более 20 миллионов долларов. Однако самые страшные убытки понесли простые граждане. Было разграблено более 2000 магазинов.
- 31 мая 1979 — крушение ЕЭС СССР. Стояла жаркая погода, нагретые солнцем провода провисли, а подросшие деревья под ЛЭП 330 кВ Курская АЭС—Железногорск с перетоком мощности порядка 700 МВт по недосмотру бригады сетевиков оказались не вырубленными. Возникло короткое замыкание на крону. Противоаварийная автоматика при отключении линии 330 кВ и набросе активной мощности на связи Юг—Центр отработала не полностью, что привело к нарушению устойчивости и разделению ЕЭС на несколько изолированных частей. Отделились ОЭС Северо-Запада, разделившаяся в свою очередь на три части, ОЭС Украины с отделившейся от неё ОЭС стран СЭВ, ОЭС Казахстана и Сибири, полностью погасла Смоленская энергосистема, а в оставшихся на параллельной работе ОЭС Центра, Средней Волги и Урала частота стала ниже 49 Гц. В результате автоматика предотвращения снижения частоты отключила потребителей общим объёмом порядка 5 тыс. МВт[2].
- 4 мая 1993 — вся Грузия осталась без электричества. Причину аварии установить не удалось. Через 38 минут после отключения электричество с резервных генераторов стало поступать в тбилисский метрополитен и на объекты жизнеобеспечения.
- 15 ноября 1994 — Грузия практически прекратила выработку электроэнергии в результате аварий на двух электростанциях — Ингурской ГЭС и Тбилисской ГРЭС. Из-за острейшего дефицита электроэнергии практически остановилась промышленность, сложилось тяжёлое положение с хлебом, который распределялся среди населения.
- 8 января 1995 — Тбилиси и вся Восточная Грузия остались без электроэнергии в результате аварии на Тбилисской ГРЭС. Были отключены практически все телефоны.
- 6 апреля 1996 — в Лондоне произошло отключение электроснабжения метро. 31 пассажир госпитализирован с поражением верхних дыхательных путей.
- 10 августа 1996 — в южных штатах США и некоторых районах Мексики без электричества на 10 часов остались 15 млн человек. Причиной стал перерасход энергии из-за жары.
- 22 ноября 1996 — из-за аварии на электростанции, снабжающей электричеством лондонский метрополитен, была парализована работа подземки, в тоннелях остановились поезда. Авария произошла в 21:45, а подача электричества возобновилась после полуночи. Поезда доходили до ближайшей станции и высаживали людей. Инцидент обошёлся без пострадавших.
- 23 октября 1997 — в пригороде Сан-Франциско 250 тыс. жителей остались без электричества на полтора часа из-за намеренного обрыва ЛЭП. Виновник обрыва найден не был.
- Январь 1998 — сильные и продолжительные холода вызвали прекращение поставки электричества в канадские провинции Онтарио и Квебек, а также американские штаты Новой Англии. Около миллиона американцев и канадцев остались без электричества на несколько недель.
- 8 декабря 1998 — 940 тыс. жителей Сан-Франциско остались без электроэнергии на семь часов из-за ошибки работника местной подстанции.
- 6 июля 1999 — в Нью-Йорке 200 тыс. жителей Манхэттена были лишены электричества на 19 часов. Причиной стал перерасход энергии в результате жаркой погоды.

### 21 век
- 2 января 2001 — в результате аварии на электростанции в штате Уттар-Прадеш без электричества остались более 200 млн жителей севера Индии.
- 18 января 2001 — электричества лишились 1 млн калифорнийцев, живущих в Сан-Франциско и окрестностях.
- Июнь 2001 — от 30 до 50 млн жителей Нигерии жили без электричества в течение нескольких дней в результате аварии энергосистемы на востоке страны.
- 24 ноября 2002 — в столице Аргентины Буэнос-Айресе произошла авария на линии высокого напряжения. Без электричества остались около 2 млн человек.
- 19 декабря 2002 — в результате аварии на Якутской ГРЭС г. Якутск и центральная Якутия остались без электроснабжения. Столбик термометра в тот день опустился до −48 °С.[3]
- 3 февраля 2003 — весь Алжир с населением 32 млн человек остался на несколько часов без электричества в результате аварии на центральной электростанции.
- 22 июля 2003 — более 350 тыс. жителей Барселоны и Балеарских островов лишились электричества после аварии, вызванной перерасходом энергии.
- 14 августа 2003 — сбой электросети США и Канады — «Великий блэкаут-2003».
- 18 августа 2003 — без света осталась вся Грузия. Причиной стало аварийное отключение ИнгуриГЭС — крупнейшей ГЭС страны, которая вырабатывает почти половину электроэнергии. После этого отключилась вся энергосистема Грузии. Электричества не было даже на объектах жизнеобеспечения, прекратил работу метрополитен, десятки тысяч пассажиров застряли в вагонах поездов и на станциях. Прекратилась подача воды в большинстве грузинских городов. В течение 20 минут не работала и центральная телевышка в Тбилиси.
- 28 августа 2003 — авария в энергосистеме Великобритании. Авария оставила без электричества четверть Лондона. Правительство назвало аварию самой крупной за последнее десятилетие.
- 23 сентября 2003 — шторм оборвал линии электропередачи, что повлекло отключение энергии на юге Швеции и востоке Дании. Без электричества на целый день остались 5 млн человек.
- 28 сентября 2003 — авария в энергосистеме Италии, весь север и центр которой на сутки остались без электроснабжения.
- 7 октября 2003 — из-за урагана в нескольких областях центра и чернозёмной зоны России оказались оборваны многие линии электропередачи. Во Владимирской области без света остались 970 населённых пунктов, в Липецкой и Смоленской — 580 сёл, в Тамбовской и Белгородской — 200. Из-за обрывов контактной сети останавливались поезда дальнего следования и электрички.
- 7 ноября 2003 — в результате жары на центральной электростанции Чили произошла авария. Без электричества четыре часа оставались 600 тыс. жителей Сантьяго.
- 22 января 2004 — вся европейская часть Стамбула была лишена электричества из-за снежной бури.
- 22 ноября 2004 — авария в энергосистеме в Варшаве. Вечером в результате внезапного отключения электричества без электроэнергии остались три района («Мокотув», «Охота» и «Воля») Варшавы (Польша), где проживает четверть 1,5-миллионного населения города. Из-за отсутствия электроснабжения на полтора часа был закрыт международный аэропорт «Окенце» имени Фредерика Шопена, в связи с чем не менее 12 самолётов были направлены в другие аэропорты, несколько вылетов были задержаны. По данным Пожарной стражи города, пассажиры столичного метрополитена не пострадали. Во время отключения электроэнергии по счастливому стечению обстоятельств все поезда оказались на станциях метро, а не в тоннелях.[4]
- 12 июля 2004 — в результате аварии на электростанции Греции на два часа без электроэнергии остались 6 млн жителей Афин и южной части страны.
- В ночь с 9 на 10 августа 2004 — система электроснабжения Иордании с населением 5,8 млн человек была полностью парализована на период до трёх часов.
- 23 января 2005 — из-за наводнения около 12 часов без электричества оставался Торонто, крупнейший город Канады.

- 25 мая 2005 — авария в энергосистеме России. Пострадали город Москва, Тульская, Московская, Калужская и Рязанская области.
- 14 августа 2006 — блэкаут в Токио. Причиной ЧП стал обрыв кабеля высокого напряжения. Подъёмный кран, находившийся на судне, оборвал одну из магистральных линий электропередачи, протянутую над рекой Эдогава. Электричества лишились свыше миллиона квартир в Токио, а также в городах Кавасаки и Иокогама. В Токио на 30 минут встало метро, полностью было прекращено движение на нескольких ветках наземных электричек. На столичных дорогах погасли около трёхсот светофоров. В пожарную службу поступило более 20 звонков от людей, застрявших в лифтах. Отключились банкоматы. Однако самым неприятным для жителей японской столицы стало отключение холодильников. Без электричества остались аттракционы токийского «Диснейленда».  (недоступная ссылка)
- 4 ноября 2006 — при выходе в море по реке Эймс пассажирского лайнера Norwegian Pearl, построенного на верфях в городе Папенбурге осуществлялось плановое отключение 380-киловольтной линии для прохода под ней лайнера. Однако при перераспределении потоков электроэнергии сработала система автоматической защиты одной из соседних линий, что вызвало волну отключений в Германии, странах Бенилюкса, Франции, Испании, Португалии, Италии, Марокко, Австрии и Хорватии.
- 5 ноября 2006 — перебои в энергоснабжении оставили без электричества миллионы человек в нескольких странах Западной Европы. Сбой случился в Германии из-за резкого роста потребления, вызванного похолоданием. Причиной сбоя стало отключение двух высоковольтных линий электропередачи в Германии, после чего фрагменты европейской сети стали рушиться, «как карточный домик». Чтобы не произошло полного отключения, автоматическая система слежения за состоянием сетей стала одного за другим отключать потребителей, и этот процесс коснулся не только Германии и Франции, но и Италии, Бельгии и Испании. Помимо бытовых потребителей, энергии лишились некоторые участки скоростных европейских железнодорожных магистралей.
- 2 апреля 2007 — произошло массовое отключение электроэнергии в Раисовке. Были отключены все телефоны.
- 9 ноября 2009 — в результате аварии на ЛЭП «Нурек — Регар» прекращена выдача мощности практически всех ГЭС Таджикистана, включая крупнейшую в стране Нурекскую ГЭС, что привело к нарушению электроснабжения около 70 % территории Таджикистана. Авария произошла в 4 часа 35 минут местного времени (6:35 московского времени) и со слов пресс секретаря ОАХК «Барки Точик» была ликвидирована за полтора часа. Специалисты «Барки Точик» связывают аварию с автономной работой Таджикской энергосистемы вне Объединённой энергосистемы Центральной Азии, связанной с отсутствием транзита электроэнергии из Узбекистана и Туркменистана[5].
- 10 ноября 2009 — нарушение электроснабжения затронуло более 50 миллионов человек, проживающих в Бразилии, также перебои в подаче электроэнергии возникли в Уругвае. Отключение электроэнергии произошло в 20 ч. 15 минут по местному времени, электроснабжение восстановлено в 0 часов 37 минут 11 ноября. По предварительной версии причиной происшествия стало повреждение ЛЭП, связывающих ГЭС «Итайпу» с бразильской энергосистемой, что сделало невозможной выдачу мощности ГЭС[6][7].
- 20 августа 2010 — авария в энергосистеме в Санкт-Петербурге и Ленинградской области в результате возникновения нештатной ситуации на подстанции 330/220/110 кВ Восточная. Развитие нештатной ситуации в энергосистеме Санкт-Петербурга и Ленинградской области началось в 18 ч. 34 мин. с одновременного отключения четырёх элементов на подстанции 330 кВ Восточная: в результате срабатывания релейной защиты (РЗА), оказались отключенными две ВЛ 330 кВ, соединяющие подстанцию с Ленинградской АЭС и с подстанцией 330 кВ «Южная», автотрансформатор мощностью 250 МВА и перемычка, соединяющая два открытых распределительных устройства 330 кВ подстанции. Возможной причиной срабатывания автоматики стало повреждение кабеля, обеспечивающего питание и коммутацию устройств РЗА. В течение следующих 3 минут действием РЗА были отключены несколько ЛЭП 110—330 кВ, что привело к полному или частичному нарушению электроснабжения потребителей в Приморском, Выборгском, Калининском, Красногвардейском, Курортном, Петроградском, Невском, Центральном, Василеостровском районах Санкт-Петербурга, а также в Выборгском, Приозерском и Кировском районах Ленинградской области. Кроме того, в результате нештатной ситуации в электрической сети были отключены Северная, Выборгская, Центральная, Правобережная, Дубровская ТЭЦ и Светогорская ГЭС с полным прекращением генерации и потерей электроснабжения собственных нужд электростанций[8].
- 31 июля 2012 — Авария в энергосистеме в Индии. Проблемы в системе энергообеспечения начались около 2:30 утра по местному времени (1:00 московского) и продолжались около 8 часов. Без электроэнергии оставались больницы и школы. По данным СМИ, это самый серьезный за последние 10 лет сбой в электроснабжении в Индии[9]. По уточненным данным, более 600 миллионов человек в Индии во вторник испытывали проблемы в энергоснабжении, которые затронули 19 штатов севера и востока страны, сообщает телеканал NDTV. По данным телеканала, с перебоями работали Северная, Восточная и Северо-восточная системы электроснабжения. Поставка электричества в Дели упала с 4000 МВт до 40 Мвт. Не работали все шесть линий делийского метро, пассажиров выводили со станций. С нарушениями работала система городских светофоров. На севере Индии было приостановлено движение более 500 железнодорожных составов. Согласно предварительной информации, энергокризис начался после того, как четыре северных штата, Раджастхан, Харьяна, Пенджаб и Уттар-Прадеш, превысили норму энергопотребления. После этого перебои распространились на соседние территории[10]. К утру среды удалось полностью восстановить энергообеспечение северных и западных районов страны, пострадавших за два дня от сбоя в системе энергоснабжения[11].
- 9 сентября 2012 — Авария в энергосистеме на Кубе.
- 24 сентября 2012 года — в Алма-Ате произошло аварийное отключение всех присоединений 220 кВ на подстанции «Алматы-500». Причиной стало короткое замыкание на секции шин ОРУ-220, возникшее из-за ошибочного включения заземляющих ножей на СШ, находящейся под напряжением. В результате без света остался весь город и Алматинская область, в том числе такие крупные объекты, как метрополитен и аэропорт города.  Архивная копия от 31 января 2013 на Wayback Machine
- С 20 ноября по 8 декабря 2015 года в результате подрыва опор линий электропередачи с материковой Украины в Крым было полностью прекращено энергоснабжение полуострова, при этом активисты в течение двух недель препятствовали восстановлению опор и возобновлению электроснабжения Крыма. В Крыму был введён режим чрезвычайной ситуации и начаты веерные отключения.
- 15 ноября 2016 года в Екатеринбурге в результате обрыва проводов действием защит были обесточены 4 подстанции 110 кВ: «Термическая», «Веер», «Орджоникидзевская», «Литейная». Без электроснабжения оставались: часть бытовых потребителей в Орджоникидзевском районе г. Екатеринбург (около 117 000 человек), 116 социально значимых объектов и предприятия местной промышленности. Мощность отключенных потребителей — 50,1 МВт. Подключения начались в районе 17:00, часть жилых домов были подключены после полуночи.[12]
- 1 августа 2017 года в 14 часов по московскому времени произошла крупная энергоавария на Дальнем Востоке России. 1 августа в 14:07 действием защит отключились: ВЛ 500 кВ «Бурейская ГЭС — Амурская»; первая цепь ВЛ 500 кВ «Бурейская ГЭС — Хабаровская»; межгосударственная ВЛ 500 кВ «Амурская — Хэйхэ»; ВЛ 220 кВ «Хабаровская — Волочаевка тяговая»; ВЛ 220 кВ «Хабаровская — Левобережная» (филиал ПАО «ФСК ЕЭС» — «МЭС Востока»). Произошло разделение ОЭС Востока на две изолированные части по сечению «Переход через р. Амур». Частота в западной части ОЭС Востока снижалась до 47,2 Гц. По уточнённым данным мощность отключённых потребителей в результате аварии на Дальнем Востоке достигла 1,15 тыс. МВт. На 15:44 мск части потребителей Приморского края (300 МВт), Амурской области (130 МВт) и Хабаровского края (100 МВт) было подано напряжение. На Бурейской ГЭС действием защит отключились гидроагрегаты 1, 2, 3, 4, 6. По состоянию на 15.37 мск в работу вернулись агрегаты 1,3, 6.[13] В Амурской области без энергоснабжения остались 498 тысяч человек, в Южной Якутии — 39,7 тысячи человек, Хабаровском крае — 715,3 тысячи человек, в Приморском крае — 430 тысяч человек. Суммарно более 1,5 миллиона жителей Дальнего Востока было без электроснабжения.[14] В 18:20 энергоснабжение было полностью восстановлено.[15]
- 3 июля 2018 года — авария в энергосистеме в Азербайджане, произошедшая в ночь на 3 июля 2018 года, в результате которой было прекращено энергоснабжение 39 городов и районов Азербайджана, включая Баку и Гянджа.
- 9 августа 2019 года электричество отключили в районах Лондона, на юге, юго-западе, центре, северо-востоке Британии и Уэльсе. В Лондоне были отключены уличное освещение и светофоры, имели место перебои в энергоснабжении железнодорожного транспорта[16].
- 9 января 2021 года в Пакистане произошло массовое отключение электроэнергии в 114 городах страны[17][18].
- 25 января 2022 года произошло массовое отключение электроэнергии в Узбекистане, Киргизии и юге Казахстана.
- 23 ноября 2022 года в результате ракетного обстрела, на Украине произошёл блэкаут. Утром следующего дня Украине удалось восстановить энергосистему[19].
- 16 декабря 2022 года в результате ракетного обстрела на Украине, национальная компания «Укрэнерго» объявила чрезвычайную ситуацию из-за потери свыше 50 процентов потребления объединенной энергосистемы[20]. Вечером того же дня компания отменила чрезвычайную ситуацию[21].
- 22 июня 2024 года из-за жары произошло массовое отключение электроэнергии в странах Балкан (Албания, Черногория, Босния и Герцеговина и Хорватия)
- 28 апреля 2025 года — из-за аварии было прервано энергоснабжение на территории Испании и Португалии; отключение электричества также затронуло Андорру и юго-запад Франции[22][23].
- 2 мая 2025 блэкаут произошёл на острове Бали из-за повреждения подводного  кабеля который соединяет остров Ява с Бали.